# Nemška vrata
Nemška vrata (francosko Porte des Allemands, nemško Deutschherrentor) so utrjeno mestna vrata vzhodno od Metza v Loreni v Franciji. Služila so kot most čez reko Seille od trinajstega do začetka dvajsetega stoletja. Stavba je zdaj najpomembnejši ostanek srednjeveškega obzidja Metza in prikazuje evolucijo vojaške arhitekture srednjega veka.
Ime so dobile po sosednji bolnišnici tevtonskega reda (je bila uničena leta 1552 med obleganjem Metza) in so bila zgrajena leta 1230 kot dva vitka okrogla stolpa za varovanje prehoda. Dva druga, veliko večja utrdbena stolpa in šiljast ločni most čez reko Seille z obzidjem kot zaščiten dostop, sta bila dodana leta 1445, delo mestnega arhitekta Henri de Ranconvala. Leta 1480 je bil razširjen eleganten vhod. Najmlajši del je iz let 1526-1529, Philippa Dexa kot trikotna utrdba urejena kot mostišče in leta 1550 dodani dve novi strelni komori.
Pri preureditvi Metzerjeve utrdbe, ki sta jo izvedla kraljevi vojaški inženir Vauban (1680) in Louis de Cormontaigne (1744-1752), je bil nemški cilj edina srednjeveška mestna vrata nespremenjena vključiti v nov obrambni koncept. Vhodni grad (nemško Torburg) sta med letoma 1859-1862 obnovili Direction du Génie Militaire in akademija v Metzu. V novembru 1900 je mesto Metz kupilo stavbo in jo leta 1907 spremenilo v muzej. V oktobru 1944 jo je nemško bombardiranje močno poškodovalo (uničilo most). Prva obnovitvena dela so se začela leta 1946. Od temeljite prenove leta 1968 so vrata odprta le za pešce. 3. decembra 1966 so bila Nemška vrata uradno razglašena za nacionalni spomenik. Zadnja obnova je bila narejena v letu 1996.

## Opis
Gradnja Nemških vrat se je začela leta 1230 z gradnjo prvih vrat s pogledom na središče mesta in jih sestavljata dva razmeroma ozka okrogla stolpa, povezana z arkadnim obokom, od katerih je ohranjen samo del. Sodobna stavbe je del obzidja Metza. 
Za nadzor dostopa do mostu čez Seille in povezavo mesta s podeželjem, sta bila okoli leta 1445 zgrajena dva nova stolpa, bolj impresivna, s številnimi elementi vojaške arhitekture. Kot je razvidno iz gotskega napisa na poškodovani desni strani »Henry Busdorf je bil glavni mojster leta 1445«. Tu je žigosan ščit in mojstrovo znamenje.
Stolpi dominirajo nad reko Seille osemindvajset metrov visoko. Debelina stene, ki znaša 3,50 m, je bila prilagojena moči nastajajočega topništva. Most sam je bil utrjen med 1480 in 1550. Dve stavbi z arkadnimi oboki sta tudi iz tega časa. Napis na oboku kaže, da je bil »Sr Philip d'Ex gospodar in guverner dela leta 1529«. Philippe d'Esch ali Ex, gospodar Neufchatel-devant-Metz, je bil mojster mesta leta 1502 in 1527. Figure ali zoomorfne skulpture na zunanji steni in zunanjih stolpih so iz tega časa. Severovzhodni stolp je obogaten z izjemnim stopniščem dvojne vijačnice, tipično renesančno iz zgodnjega petnajstega stoletja. Zadnje večje spremembe so bile narejene med 1526 in 1531 z gradnjo mogočnih lažnih severnih Nemških vrat, ki so okrašene z bas-reliefom Philippe D'Escha. 
Po obleganju Metza leta 1552, je bila celotna stavba utrjena. Tako kot drugi mostovi v mestu, vključno most Grilles, je bil most pri Nemških vratih opremljen z dvižnimi vrati.

## Obnova
Pomemben projekt prenove se je izvajal v obdobju 2013-2014, da bi odprli lokacijo javnosti za kulturne prireditve. Postavitev stavbe je optimizirana s svetlobo. Dve sobi na v prvem nadstropju iz šestnajstega stoletja sta ponovno muzejski. Na zunanji terasi na vrtu za dvorano so zgrajene tribune in oder. Dvigalo omogoča dostop ljudem z omejeno mobilnostjo in se nahaja v severnem stolpu. Dvorane severnega stolpa iz petnajstega stoletja so tudi obnovili (zidarsko, kamen in tlakovanje). Stopnišče kot dvojni vijak v stolpu omogoča dostop do terase. Urejene so sanitarije in tehnični prostor za ogrevanje in prezračevanje. Ob obnovi so odkrili dva grba: eden predstavlja svetega Mihaela in Svetega Duha in pripada Jean-Louis Nogaret de la Valette, guverner Metza v času Henrika IV., drugi pripada generalnemu inšpektorju francoskega topništva . Obnovljena stavba je bila odprta 7. in 8. junija 2014, po 15 mesecih restavratorskega dela .

## Vloga danes
Prva mestna vrata v srednjem veku, Nemška vrata so zagotavljala obrambno funkcijo s kontrolo dostopa do mesta iz Posarja. V sodobnem času so izgubila svojo vlogo, vendar so ohranjena brez večjih poškodb. Prvi strokovnjaki Metza so preprečili njihovo uničevanje že v devetnajstem stoletju. Metz je postal lastnik Nemških vrat leta 1900. Del so nato pretvorili v muzej. Ta muzej hrani arheološko zbirko območja, nekatere ostanke poškodovanih vrat in mestnega obzidja. V prvem in drugem nadstropju so različni dokumenti o zgodovini Metza od rimskih časov dalje. Sobe hranijo tudi pečate, kovance in medalje, ki so nastali po vojni leta 1870, kot tudi pohištvo in lorenske kostume in giljotino »La Louise«, ki bi bila aktivni na Place de la Comédie do 1793. Skozi Nemška vrata je 23. septembra 1940 v Metz slovesno vkorakal tudi nemški poveljnik Bürckel. 
Nemška vrata so razvrščena med zgodovinske spomenike od 3. decembra 1966.
- Vrata skupaj s starim mostom Henri de Ranconvala (1892-1903).
- Pogled na cerkev Saint-Eucaire